# Nanfu Wang
Nanfu Wang (Jiangxi, 1985) è una regista cinese naturalizzata statunitense.

## Biografia

### Infanzia e educazione
Wang è nata in un piccolo villaggio agricolo rurale nel 1985 nella provincia dello Jiangxi. I suoi genitori l'hanno chiamata "Wang Nanfu" (cinese: 王男栿) poiché Nan (男) significa "uomo" e Fu (栿) significa "pilastro" in mandarino e speravano che crescesse forte come un uomo. Quando Wang aveva 12 anni suo padre è morto, all'età di 33 anni, ed è stata costretta ad abbandonare la scuola per poter lavorare e  mantenere la sua famiglia. La famiglia di Wang non poteva permettersi la scuola superiore e si è iscritta ad una scuola professionale e alla fine ha iniziato a lavorare come insegnante per i bambini della scuola elementare.
Dopo diversi anni di lavoro Wang ha studiato letteratura inglese al programma di formazione continua di un'università locale. In seguito, all'età di 22 anni, ha ottenuto una borsa di studio completa per studiare lingua e letteratura inglese all'Università di Shanghai. Essendo interessata al cinema, ha poi studiato alla scuola di giornalismo dell'Università dell'Ohio e al programma News and Documentary dell'Università di New York.

### Carriera
Hooligan Sparrow è il primo documentario di Wang. Racconta la storia di attivisti cinesi per i diritti umani che si battono per chiedere conto ai funzionari governativi che hanno presumibilmente aggredito sessualmente diverse giovani ragazze. Mentre Wang ha filmato gli attivisti, lei stessa è diventata oggetto di molestie da parte di agenti statali che hanno reagito agli sforzi di Wang di documentare il lavoro degli attivisti. Wang ha dichiarato di aver realizzato il documentario perché "ero interessata a molti argomenti come il sistema sanitario e il sistema educativo in Cina, perché non ho frequentato le scuole superiori o l'università in Cina. Un altro argomento che mi interessava erano le prostitute perché sono cresciuta in un villaggio e ho visto molte donne del villaggio che non avevano accesso all'istruzione e finivano per diventare prostitute perché non avevano competenze, non avevano istruzione ed erano davvero discriminate. Volevo fare un film sulle prostitute più povere del paese ma sapevo anche che sarebbe stato difficile avere accesso a loro. Conoscevo Hooligan Sparrow - il suo nome è Ye Haiyan - da molto tempo attraverso i social media, ma all'epoca non l'avevo mai vista di persona". Wang non era consapevole che questo l'avrebbe resa un bersaglio per la sorveglianza del governo e ha dichiarato in seguito che "sapeva molto poco del mondo degli attivisti". Wang ha notato che la sua famiglia e i suoi amici sono stati seguiti e interrogati da agenti che hanno chiesto se la conoscessero o meno, dove si trovasse e le sue attività.
Il suo documentario del 2017 I Am Another You  segue un giovane vagabondo di nome Dylan che ha scelto una vita da senzatetto intenzionale.
Il suo documentario del 2019 One Child Nation esamina le conseguenze della politica del figlio unico in Cina.
Il suo documentario del 2021 In the Same Breath esamina come il governo cinese e quello americano hanno reagito allo sviluppo della pandemia di COVID-19.

### Vita privata
Wang è sposata, ha un figlio, nato nel 2017, e vive nel New Jersey.

## Filmografia
- Nome di battaglia Hooligan Sparrow (Hooligan Sparrow) (2016)
- I Am Another You (2017)
- One Child Nation (2019)
- In the Same Breath (2021)

## Premi e riconoscimenti
Hooligan Sparrow è stato presentato in più di 25 festival, tra cui Sundance, Hot Docs, Sheffield, Full Frame e Human Rights Watch Film Fest. Il documentario è stato anche inserito nella shortlist per l'Oscar al miglior documentario nel 2017.
I Am Another You è stato presentato in anteprima al South by Southwest nel 2017 e ha vinto il LUNA Chicken & Egg Award per il miglior documentario diretto da una donna e il SXSW Special Jury Award for Excellence in Documentary Storytelling.
One Child Nation, ha vinto il Grand Jury Prize for Documentary Feature al Sundance Film Festival 2019.
Wang è stata premiata dall'International Documentary Association con il premio Emerging Filmmaker 2016. Wang è stata premiata dalla Fondazione Vilcek con il Vilcek Prize for Creative Promise in Filmmaking 2021 "per l'impatto e il coraggio dei suoi avvincenti documentari". Wang è stata una dei 21 destinatari della MacArthur Fellowship nel 2020. Nel 2021 è stata selezionata come membro della giuria per il BIFF Mecenat Award al 26° Busan International Film Festival.